# 우르반
오르반(Orban) 또는 우르반(Urban; 헝가리어: Orbán, 1453년 사망)은 헝가리 왕국령 트란실바니아 브라소(Brassó, 현재 루마니아 브라쇼브)의 주물 기술자이자 엔지니어로써, 그가 제작한 거포가 1453년 오스만 제국의 콘스탄티노플 포위 공격에 투입, 콘스탄티노플 함락에 큰 역할을 하였다.

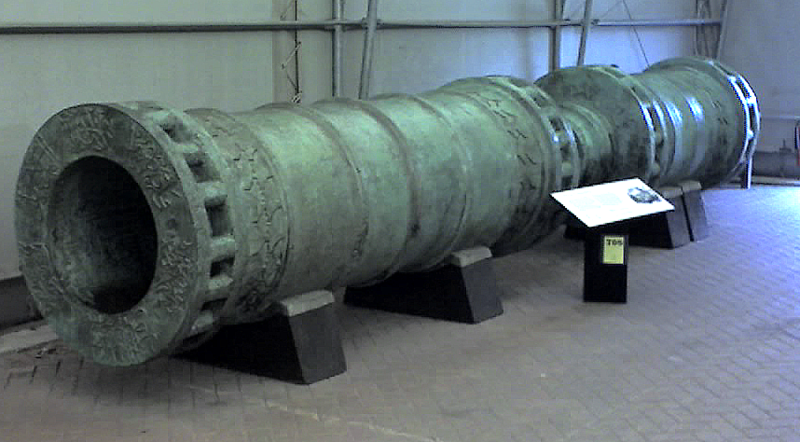
다르다넬스 대포, 1464년에 제작되었으며 1453년 오스만 제국의 콘스탄티노플 포위 공격에 사용되었던 우르반 거포를 모델로 하고 있다. 영국 왕실 무기고 컬렉션 소장.

오르반은 헝가리인이었다는 것이 대부분의 연대기 작가들의 기록이지만, 일부 학자들은 그가 독일인 조상을 두고 있을 가능성을 언급하기도 했다. 대체적인 기록은 그가 왈라키아인에 뿌리를 두고 있음을 시사하고 있다. 라오니코스 칼코콘디레스(Laonikos Chalkokondyles)는 그를 다키아인(Dacian)이라는 용어로 지칭하였다.
그는 처음에 오스만 제국이 콘스탄티노플을 공격하기 1년 전인 1452년에 동로마에 자신이 제작한 거포를 제공하려 했지만, 동로마 황제 콘스탄티노스 11세는 우르반이 요구한 높은 봉급을 감당할 수 없었고, 그러한 대규모 공성 대포를 만드는 데 필요한 재료를 당시 동로마로써는 소유하지 못했다. 결국 우르반은 콘스탄티노플을 떠나 그 도시를 포위할 채비를 하고 있던 오스만의 술탄 메흐메드 2세에게 접근했다. 우르반은 술탄을 향해 자신이 제작한 무기로 '바빌론의 성벽'마저 때려부술 수 있다고 주장했고, 술탄으로부터 풍부한 자금과 재료를 지원받아 아드리아노플(Adrianople)에서 3개월 만에 거대한 크기의 대포를 만들 어낼수 있었으며, 60마리나 되는 황소가 이 대포를 콘스탄티노플로 끌고 갔다. 대포가 콘스탄티노플까지 운반될 동안 우르반은 투르크 공성군이 사용할 다른 소형 대포도 생산해 냈다.
우르반이 제작한 바실리카 대포는 길이가 8m에 이르러 당시 어떤 대포보다 포신이 길었고, 270kg짜리 돌을 1.6km까지 날려 보낼 수 있었는데, 너무도 커서 한 번 발사하고 다시 장전하는 데에만 세 시간이나 걸릴 정도였지만, 이 대포가 성벽(그것도 삼중 구조로 두께가 11m에 달하며 당시 난공불락이라 일컬어지던 콘스탄티노플의 방벽)을 부술 정도로 화력이 센 최초의 대포 가운데 하나라는 점은 틀림없었다. 더구나 오스만 제국이 가진 대포는 바실리카 하나만이 아니었다. 콘스탄티노플 바깥에는 대열을 정비한 대포 68문이 성벽을 조준하고 있었다. 이 대포들은 대부분 바실리카보다는 현격히 작았지만, 수가 많다보니 충분히 타격을 줄 수 있었다.
우르반과 유사한 사석포 기술은 헝가리 군대를 위해 처음 설계되었고, 1400년대 초 서유럽 전역에서 인기를 얻어 공성전의 양상을 변화시켰다. 파울레 메테(Faule Mette), 덜레 그리엣(Dulle Griet), 몬스 멕(Mons Meg) 및 폼하르트 본 스테이르(Pumhart von Steyr)와 같은 우르반의 것과 유사한 제작 사례는 이미 그 시대부터 존재하고 있었다. 우르반은 포위 공격 도중에 그의 대포 중 하나가 폭발했을 때 인근에 있었던 다른 인원들과 함께 사망한 것으로 보인다.

## 대중 문화에서
- 1951년 터키 영화 《콘스탄티노플의 함락》(İstanbul'un Fethi)에서 부르하네틴 우스칸(Burhanettin Üskan)이 우르반을 연기하였다.
- 2012년 터키 영화 《정복자 1453》(Fetih 1453)에서 터키 배우 에르도간 아이데미르(Erdoğan Aydemir)가 우르반을 연기하였다. 영화에서 우르반은 제노바의 총독(알리 에르신 예나르Ali Ersin Yenar 분)을 스케치했지만 총독은 그의 스케치에 관심이 없었다. 우르반은 울루바트 하산(Ulubatlı Hasan, 이브라힘 첼릭콜İbrahim Çelikkol 분)과 사랑에 빠진 에라(Era, 디렉 서베스트Dilek Serbest 분)라는 이름의 양녀를 두고 있는 것으로 등장한다.
- 2020년 넷플릭스 제작 《제국의 탄생:오스만(Rise of Empires : Ottoman)》에서 터키 배우 탄수 비체르(Tansu Biçer)가 우르반을 연기하였다.

## 참고 문헌
- Nicolle, David (2000), Constantinople 1453: The End of Byzantium, Osprey Publishing, p. 13, ISBN 1-84176-091-9
- Runciman, Steven (1990), The Fall of Constantinople: 1453, London: Cambridge University Press, pp. 77–78, ISBN 978-0-521-39832-9
- Schmidtchen, Volker (1977a), "Riesengeschütze des 15. Jahrhunderts. Technische Höchstleistungen ihrer Zeit", Technikgeschichte, 44 (2): 153–173
- Schmidtchen, Volker (1977b), "Riesengeschütze des 15. Jahrhunderts. Technische Höchstleistungen ihrer Zeit", Technikgeschichte, 44 (3): 213–237
- Crowley, Roger (2006), In Our Time: Constantinople Siege and Fall
- Vékony, Gábor (2000). 《Dacians, Romans, Romanians》. Matthias Corvinus Publishing. ISBN 1-882785-13-4.

## 같이 보기
- 사석포
- 콘스탄티노플 함락